# Limestone (Florida)
Limestone es un lugar designado por el censo ubicado en el condado de Hardee en el estado estadounidense de Florida. En el Censo de 2010 tenía una población de 132 habitantes y una densidad poblacional de 2,14 personas por km².

## Geografía
Limestone se encuentra ubicado en las coordenadas 27°22′2″N 81°54′17″O / 27.36722, -81.90472. Según la Oficina del Censo de los Estados Unidos, Limestone tiene una superficie total de 61.55 km², de la cual 61.55 km² corresponden a tierra firme y (0%) 0 km² es agua.

## Demografía
Según el censo de 2010, había 132 personas residiendo en Limestone. La densidad de población era de 2,14 hab./km². De los 132 habitantes, Limestone estaba compuesto por el 65.15% blancos, el 20.45% eran afroamericanos, el 0.76% eran amerindios, el 2.27% eran asiáticos, el 0% eran isleños del Pacífico, el 9.09% eran de otras razas y el 2.27% pertenecían a dos o más razas. Del total de la población el 9.09% eran hispanos o latinos de cualquier raza.